# Піастр Королівства Обох Сицилій

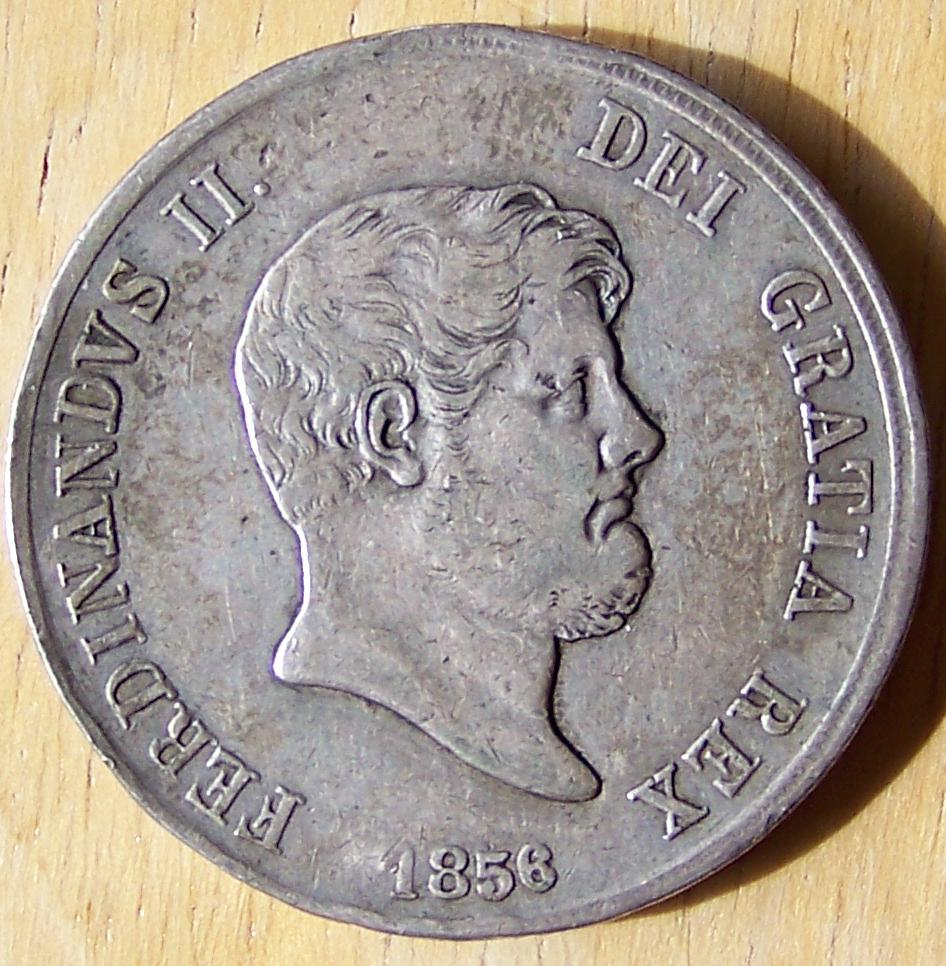
120 грано (1 піастр) 1856

Піастр Обох Сицилій (італ. Piastra delle Due Sicilie) — неофіційна назва великої срібної монети Королівства Обох Сицилій номіналом в 120 грано.
Замінив неаполітанський піастр, що існували до 1815 року, і сицилійський піастр (хоча, на відміну від неаполітанського, сицилійський піастр ділився не на 120, а на 240 грано), а також карбовану в роки французького панування неаполітанську ліру.
Піастр ділився на 120 грано, які у свою чергу ділилися на 2 торнезі. Розрахунки велися також у дукато, що ділилися на 100 грано.
Після об'єднання Італії піастр замінений сардинською лірою, а згодом італійською лірою. Обмін відбувався за курсом 1 піастр = 5,1 ліри.

## Монети
Мали ходіння мідні монети номіналом ½, 1, 1½, 2, 3, 4, 5, 8 і 10 торнезе, а також срібні монети номіналом в 5, 10, 20, 60 і 120 грано, остання з яких дорівнювала 1 піастру. Золоті монети карбувалися номіналом в 3, 6, 15 і 30 дукато (тобто 2½, 5, 12½ і 25 піастрів).